# Apex (Carolina del Nord)
Apex és una població dels Estats Units a l'estat de Carolina del Nord. Segons el cens del 2007 tenia 31.453 habitants.

## Demografia
Segons el cens del 2000, Apex tenia 20.212 habitants, 7.397 habitatges i 5.584 famílies. La densitat de població era de 740,4 habitants per km².
Dels 7.397 habitatges en un 46,1% hi vivien nens de menys de 18 anys, en un 66,2% hi vivien parelles casades, en un 7,2% dones solteres, i en un 24,5% no eren unitats familiars. En el 18,5% dels habitatges hi vivien persones soles el 2,6% de les quals corresponia a persones de 65 anys o més que vivien soles. El nombre mitjà de persones vivint en cada habitatge era de 2,73 i el nombre mitjà de persones que vivien en cada família era de 3,16.
Per edats la població es repartia de la següent manera: un 30,8% tenia menys de 18 anys, un 5,4% entre 18 i 24, un 44,8% entre 25 i 44, un 15% de 45 a 60 i un 4% 65 anys o més.
L'edat mediana era de 31 anys. Per cada 100 dones de 18 o més anys hi havia 94 homes.
La renda mediana per habitatge era de 71.052 $ i la renda mediana per família de 78.689 $. Els homes tenien una renda mediana de 55.587 $ mentre que les dones 37.057 $. La renda per capita de la població era de 28.727 $. Entorn de l'1,2% de les famílies i l'1,9% de la població estaven per davall del llindar de pobresa.

## Poblacions properes
El següent diagrama mostra les poblacions més properes.